# الخزرج (قبيلة)

شجرة نسب بطون قبيلة الخزرج.

الخزرج قبيلة من قبائل مازن بن الأزد، هاجرت إبان انهيار سد مأرب (وهذا مُختلف فيه) لتستوطن يثرب أو ما يعرف اليوم بالمدينة المنورة في الحجاز، وقد اشتهرت هذه القبيلة مع قبيلة الأوس بمناصرتهم لرسول الإسلام محمد عندما قدم إلى المدينة المنورة، فقد قام النبي بالمؤاخاة بينهم وبين المهاجرين، فلُقِّبُوا بـ«الأنصار» لنصرتهم الرسول واستقبالهم المهاجرين.

## نسبهم
- الخزرج: هم بنو الخزرج بن حارثة بن ثعلبة بن عمرو بن عامر بن حارثة بن ثعلبة بن مازن بن الأزد.[6]